# Giovanni Fagnano dei Toschi
Giovanni Francesco Fagnano dei Toschi (Senigallia, 31 gennaio 1715 – Senigallia, 14 maggio 1797) è stato un matematico italiano.

## Biografia
Giovanni Fagnano era il figlio di Giulio Fagnano. Giovanni nacque il 31 gennaio 1715 in una delle principali famiglie di Sinigaglia e morì nella città stessa il 14 maggio 1797. La città, ora nota come Senigallia, è in Italia centrale e al momento della nascita di Giulio faceva parte degli Stati Pontifici. In effetti andando indietro di molte generazioni nella famiglia si trova che uno dei loro membri nel XII secolo fu Lamberto Scannabecchi che divenne Papa Onorio II nel 1124.
Il padre di Giovanni, Giulio Fagnano fu insignito di alte cariche a Sinigaglia. Egli fu nominato gonfaloniere nel 1723 quando Giovanni aveva otto anni. Gonfaloniere significa letteralmente “colui che porta il gonfalone” ed era un titolo di alti magistrati civici conferito nelle città stato italiane medioevali quale Sinigaglia.
Giovanni era uno dei 12 figli della sua famiglia, ma l'unico che seguì l'interesse del padre per la matematica. Entrato in chiesa, essendo stato ordinato sacerdote, e poi nominato canonico della cattedrale di Sinigaglia nel 1752 e nel 1755 fu nominato arciprete, un alto e ambito grado per quei tempi.

## Contributi
Fagnano ha continuato il lavoro di suo padre sui triangoli ed ha scritto un trattato non pubblicato su tale tema. Vale la pena citare un teorema sui triangoli che ha scoperto: le altezze di un triangolo acutangolo sono le bisettrici del suo triangolo ortico, dunque l'ortocentro del primo è l'incentro del secondo. In realtà questo teorema può essere visto come la conseguenza di un famoso problema detto problema di Fagnano: "come si devono scegliere tre punti P, Q, R sui tre lati di un triangolo acutangolo ABC affinché sia minimo il perimetro del triangolo PQR?". Il problema viene risolto da L. Feyer in modo originale fissando arbitrariamente il punto R sul lato AB e chiedendosi come si debbono scegliere i punti P (sul lato BC) e Q (sul lato AC) per minimizzare la lunghezza {\displaystyle p=|PQ|+|QR|+|RP|}. Risolto questo problema sfruttando particolari simmetrie si vedrà in seguito che la scelta di R come piede dell'altezza per C minimizzi il perimetro del triangolo iscritto e individua gli altri punti P e Q anch'essi come piedi dell'altezza, ed infine sempre grazie ad alcuni accorgimenti di simmetrie tra rette si ha la tesi del teorema proposto.
Fagnano ha anche trovato le formule per gli integrali delle funzioni
{\displaystyle x^{n}\cdot \sin(x)}   e   {\displaystyle x^{n}\cdot \cos(x)}
Inoltre ha calcolato i seguenti integrali:
{\displaystyle \int \tan(x)\;dx\ =\,-\log(\cos(x))}
{\displaystyle \int \cot(x)\;dx\ =\,\log(\sin(x))}
Alcune delle pubblicazioni del Fagnano compaiono nel Nova acta eruditorum nel 1774. Tuttavia, non ha mai raggiunto il livello internazionale del padre anche se ha fatto pubblicare parte dei suoi lavori al di fuori dell'Italia.